# پیرلس موتور
پیرلس موتور (انگلیسی: Peerless Motor) شرکت خودروسازی آمریکایی بود، که در سال ۱۹۰۰ تأسیس و در سال ۱۹۳۱ منحل شد.